# Lista de disciplinas acadêmicas do Brasil
Esta lista de disciplinas acadêmicas do Brasil relaciona áreas de conhecimento e se baseia nas definições do CAPES e CNPQ.

## Ciências Exatas e da Terra

### Matemática
- Álgebra
  - Conjuntos
  - Lógica matemática
  - Teoria dos números
  - Grupo de Álgebra não comutativa
  - Álgebra comutativa
  - Geometria algébrica
- Análise
  - Análise complexa
  - Análise funcional
  - Análise Funcional não linear
- Equações
  - Equações diferenciais ordinárias
  - Equações diferenciais parciais
  - Equações diferenciais funcionais
- Geometria e Topologia
  - Geometria diferencial
  - Topologia algébrica
  - Topologia das variedades
  - Teoria das singularidades e Teoria das catástrofes
  - Teoria das folheações
- Matemática aplicada
- Física matemática
- Análise numérica
- Matemática discreta e combinatória

### ProbabilidadeeEstatística
- Teoria geral e fundamentos da probabilidade
- Teoria geral e processos estocásticos
- Teoremas de limite
- Processos markovianos
- Análise estocástica
- Processos estocásticos especiais

Estatística
- Fundamentos da estatística
- Inferência paramétrica
- Inferência não paramétrica
- Inferência em processos estocásticos
- Análise multivariada
- Regressão e Correlação
- Planejamento de experimentos
- Análise de dados
- Probabilidade e estatística aplicadas

### Ciência da computação
- Teoria da computação
- Computabilidade e Modelos de computação
- Linguagem formais e Autômatos
- Análise de algoritmos e complexidade de computação
- Lógicas e semântica de programas
- Matemática da computação
- Matemática simbólica
- Modelos analíticos e de simulação
- Metodologia e técnicas da computação
- Linguagens de programação
- Engenharia de software
- Banco de dados
- Sistemas de informação
- Processamento gráfico (graphics)
- Sistema de computação
- Hardware
- Arquitetura de sistemas de computação
- Software básico
- Teleinformática

### Astronomia
- Astronomia de posição e mecânica celeste
- Astronomia fundamental
- Astronomia dinâmica
- Astrofísica estelar
- Astrofísica do meio interestelar
- Meio interestelar
- Nebulosa
- Astrofísica extragalática
- Galáxias
- Aglomerados de galáxias
- Quasares
- Cosmologia
- Física solar
- Movimento da Terra
- Sistema planetário
- Astronomia ótica
- Radioastronomia
- Astronomia espacial
- Processamento de dados astronômicos

### Física
- Física geral
- Métodos matemáticos da Física
- Física clássica e Física quântica; Mecânica e campos
- Relatividade e Gravitação
- Física estatística e Termodinâmica
- Metrologia técnica geral de laboratório e sistema de instrumentação
  - Instrumentação específica de uso geral em Física
- Áreas clássicas de fenomenologia e suas aplicações
- Eletricidade e magnetismo; campos e partículas carregadas
- Ótica
- Acústica
- Reologia
  - Dinâmica dos fluidos
- Física nuclear
  - Física das partículas elementares e campos
  - Teoria geral de partículas e campos
  - Teoria especial e modo de interação; sistema de partículas; raios cósmicos
  - Reações específicas e fenomiologia de partículas
  - Propriedades de partículas específicas e ressonâncias
- Física atômica
  - Estrutura nuclear
  - Desintegração nuclear e radioatividade
  - Reações nucleares e espalhamento geral
  - Reações nucleares e espalhamento (reações específicas)
  - Propriedades de núcleos específicos
  - Met.exper.e instrument.para part.element.e física nuclear
- Física molecular
  - Estrutura eletrônica de átomos e moléculas; teoria
  - Espectros atômicos e integração de fótons
  - Espectros moleculares e interações de fótons com moléculas
  - Processos de colisão e interações de átomos e moléculas
  - Inf.sob.atom.e mol.obit.experimentalmente; inst.e técnicas
  - Estudos de átomos e moléculas especiais
  - Física dos flúidos, física de plasmas e descargas elétricas
  - Cinética e teor.de transp.de flúidos; propriedades físicas dos gases
  - Física de plasmas e descargas elétricas
  - Física da matéria condensada
  - Propriedades mecânicas e acústicas da matéria condensada
  - Propriedades térmicas da matéria condensada
  - Cristalografia
  - Estrutura de líquidos e sólidos
  - Dinâmica da rede e estatística de cristais
  - Equação de estado, equilib. De fases e transições de fases
  - Propriedades de transp.de matéria cond. (não eletrônicas)
  - Campos quânticos e sólidos, hélio, líquido, sólido
  - Superfícies e interfaces; películas e filamentos
  - Estados eletrônicos
  - Transp.eletr.e propr.elet.de superfícies; interf.e películas
  - Estrut.eletr.e propr.elet.de superfícies; interf.e películas
- Supercondutividade
  - Materiais magnéticos e propriedades magnéticas
  - Ress.magn. Rel.mat.cond.; efeit.mosbauer; corr.ang.perturbada
  - Materiais dielétricos e propriedades dielétricas
  - Prop.otic.e espec.matr.cond.; outras inter.mat.com rad.part.
  - Emissão eletron.e iônica por liq.e sólidos; fenom.de impacto
- Magnetismo

### Química
- Química orgânica
  - Estrutura química, conformação e Estereoquímica
  - Síntese orgânica
  - Físico-química orgânica
  - Fotoquímica orgânica
  - Química dos produtos naturais
    - Evolução, sistemática e ecologia química

  - Polímeros e Coloides etc
- Química inorgânica
- Campos de coordenação
  - Não-metais e seus compostos
  - Compostos organometálicos
  - Determinação de estruturas de compostos inorgânicos
  - Físico química inorgânica
  - Fotoquímica inorgânica
  - Química bio-inorgânica
- Físico-química
  - Cinética química e Catálise
  - Eletroquímica
  - Espectroscopia
  - Química de interfaces
  - Química do estado condensado
  - Química nuclear e Radioquímica
- Química teórica
  - Termodinâmica química
  - Química analítica
  - Separação
  - Métodos óticos de análise
  - Eletroanalítica
  - Gravimetria
  - Titimetria
  - Instrumentação analítica
  - Análise de traços e química ambiental etc

### Geociências
- Geologia
  - Mineralogia
  - Petrologia
  - Geoquímica
  - Geologia regional
  - Geotectônica
  - Geocronologia
  - Cartografia geológica
  - Metalogenia
  - Hidrogeologia
  - Prospecção mineral
  - Sedimentologia
  - Paleontologia estratigráfica
  - Estratigrafia
  - Geologia ambiental
- Geofísica
  - Geomagnetismo
  - Sismologia
  - Geotermia e fluxo térmico
  - Propriedades físicas das rochas
  - Geofísica nuclear
  - Geotermia
  - Sensoriamento remoto
  - Aeronomia
  - Desenvolvimento de instrumentação geofísica
  - Geofísica aplicada
  - Gravimetria
- Meteorologia
  - Meteorologia dinâmica
  - Meteorologia sinótica
  - Meteorologia física
  - Química da atmosfera
  - Instrumentação meteorológica
  - Climatologia
  - Micrometeorologia
  - Sensoriamento remoto da atmosfera
  - Meteorologia aplicada
- Geodésia
  - Geodésia física
  - Geodésia geométrica
  - Geodésia celeste
  - Fotogrametria
- Cartografia
  - Geografia física
  - Geomorfologia
  - Climatologia geográfica
  - Pedologia
  - Hidrogeografia
  - Geoecologia
  - Fotogeografia (físico-ecológica)
  - Geocartografia
  - Oceanografia física
  - Variáveis físicas da água do mar
  - Movimento da água do mar
  - Origem das massas de água
  - Interação do oceano com o leito do mar
  - Interação do oceano com a atmosfera
  - Oceanografia química
  - Propriedades químicas da água do mar
  - Interações químicas-biol./geol.das subst. Química da água do mar
  - Oceanografia geológica
  - Geomorfologia submarina
  - Sedimentologia marinha
  - Geofísica marinha
  - Geoquímica marinha

## Ciências Biológicas

### Biologia
- Genética
  - Genética quantitativa
  - Genética molecular e de micro-organismos etc
- Mutagênese
  - Morfologia
  - Citologia e biologia celular
  - Embriologia
  - Histologia
  - Anatomia
  - Anatomia humana
  - Anatomia animal
- Fisiologia
  - Neurofisiologia
  - Fisiologia renal
  - Cinesiologia etc

### Bioquímica
- Bioquímica
- Proteínas
- Lipídeos
- Biologia molecular
- Enzimologia etc

### Biofísica
- Biofísica molecular
- Biofísica celular etc

### Farmacologia
- Farmacocinética
- Etnofarmacologia
- Toxicologia etc

### Imunologia
- - Imunoquímica
  - Imunogenética

### Microbiologia
- Virologia
- Bacteriologia
- Micologia etc

### Parasitologia
- Protozooses
- Helmintoses
- Ectoparasitoses

### Ecologia
- Ecossistemas
- Ecologia aplicada

### Oceanografia
- Oceanografia biológica

### Botânica
- Paleobotânica
- Morfologia vegetal
- Anatomia vegetal
- Palinologia
- Fisiologia vegetal
- Fitogeografia etc

### Zoologia
- Paleozoologia
- Comportamento animal
- Taxonomia

## Ciências da Saúde

### Medicina
- Clínica Médica
- Angiologia
- Dermatologia
- Alergologia
- Cancerologia
- Hematologia
- Endocrinologia
- Neurologia
- Pediatria
- Cardiologia
- Gastroenterologia
- Pneumologia
- Nefrologia
- Reumatologia
- Ginecologia e Obstetrícia
- Fisiatria
- Oftalmologia
- Ortopedia etc

### Cirurgia
- Cirurgia Plástica e Restauradora
- Cirurgia Pediátrica
- Neurocirurgia
- Cirurgia Traumatológica etc

### Odontologia
- Ortodontia
- Odontopediatria
- Periodontia
- Endodontia
- Radiologia Odontológica etc

### Farmácia
- Farmacotecnia
- Farmacognosia
- Bromatologia etc

### Nutrição
- Dietética
- Desnutrição e Desenvolvimento Fisiológico
- Saúde Coletiva etc

### Epidemiologia
- Saúde Pública
- Medicina Preventiva

## Ciências Agrárias

### Agronomia
- Ciência do Solo
- Gênese, Morfologia e Classificação dos Solos
- Fitopatologia
- Fitotecnia
- Manejo
- Agrometeorologia etc

### Engenharia Florestal
- Silvicultura
- Dendrologia
- Florestamento e Reflorestamento
- Dendrometria
- Hidrologia Florestal etc

### Engenharia Agrícola
- Irrigação
- Drenagem etc

### Zootecnia
- Medicina Veterinária
- Aquicultura
- Maricultura
- Carcinocultura
- Piscicultura etc

## Ciências Sociais Aplicadas

### Direito
- Teoria do Direito
- Teoria Geral do Direito
- Teoria Geral do Processo
- História do Direito
- Filosofia do Direito
- Direito Público
- Direito Tributário
- Direito Penal
- Direito Processual Penal
- Direito Processual Civil
- Direito Constitucional
- Direito Administrativo
- Direito Internacional Público
- Direito Privado
- Direito Civil
- Direito Comercial
- Direito do Trabalho
- Direito Internacional Privado etc

### Administração
- Administração de Empresas
- Mercadologia
- Administração Pública etc

### Economia
- História do Pensamento Econômico
- Contabilidade Nacional
- Economia Matemática
- Inflação
- Economia Internacional
- Capital Humano
- Economia Regional etc

### ArquiteturaeUrbanismo
- Paisagismo
- Demografia etc

### Comunicação
- Teoria da Comunicação

## Ciências Humanas

### Filosofia
- História da Filosofia
- Metafísica
- Lógica
- Ética
- Epistemologia

### História
- História antiga e História medieval
- História moderna e História contemporânea
- História da América
- História dos Estados Unidos
- História do Brasil
- História das Religiões

### Geografia
- Geografia Humana
- Geografia Urbana
- Geografia Econômica
- Geografia Política
- Regionalização etc

### Psicologia
- Psicologia Experimental
- Psicobiologia
- Psicologia Social
- Psicologia Cognitiva
- Psicologia das Religiões

### Educação
- Filosofia da Educação
- História da Educação
- Sociologia da Educação
- Psicologia Educacional
- Política Educacional
- Currículo
- Educação Especial
- Ciências das Religiões - licenciatura

### Ciência Política
- Teoria Política
- Estado e Governo
- Políticas Públicas
- Política Internacional
- Relações Internacionais, Bilaterais e Multilaterais etc

### Teologia
- Ciências das Religiões - bacharel
- Teologia Moral
- Teologia Sistemática
- Teologia Pastoral etc

## Linguística, Letras e Artes

### Linguística
- Teoria Linguística e Análise Linguística
- Fisiologia da Linguagem
- Linguística Histórica
- Sociolinguística e Dialetologia
- Psicolinguística
- Linguística Aplicada

### Letras
- Língua Portuguesa
- Línguas Estrangeiras Modernas
- Línguas Clássicas
- Línguas Indígenas
- Teoria Literária
- Literatura Brasileira
- Literaturas Vernáculas
- Literaturas Estrangeiras Modernas
- Literaturas Clássicas
- Literatura Comparada

### Artes
- Fundamentos e Crítica das Artes
- Teoria da Arte
- História da Arte
- Crítica da Arte
- Artes Plásticas
- Pintura
- Desenho
- Gravura
- Escultura
- Cerâmica
- Tecelagem

### Música
- Regência
- Instrumentação Musical
- Composição Musical
- Canto

### Dança
- Execução da Dança
- Coreografia

### Teatro
- Dramaturgia
- Direção Teatral
- Cenografia
- Interpretação Teatral
- Ópera

### Fotografia
- Cinema
- Produção de Filmes
- Roteiro e Direção Cinematográficos
- Técnicas de Registro e Processamento de Filmes
- Interpretação Cinematográfica
- Artes do Vídeo